# Love and Human Remains
Love and Human Remains é um filme canadense de 1993, dirigido por Denys Arcand.

## Elenco
- Thomas Gibson como David
- Ruth Marshall como Candy
- Cameron Bancroft como Bernie
- Mia Kirshner como Benita
- Joanne Vannicola como Jerri
- Matthew Ferguson como Kane
- Aidan Devine como Sal